# Yingtan
Yingtan is een stadsprefectuur in het oosten van de zuidelijke provincie Jiangxi, Volksrepubliek China.